# Thì
Thì hay thời là một đặc điểm ngữ pháp cho biết động từ trong câu xảy ra vào thời gian nào, từ đó chỉ ra thông tin đang được đề cập xảy ra, dự kiến xảy ra, hoặc đã xảy ra vào thời điểm nào. Thì còn là từ đầu tiên trong một ngữ động từ chia theo ngôi cho biết hiện tại hoặc quá khứ hay tương lai
Trong ngữ pháp của một số ngôn ngữ, thì sẽ quyết định hình thái của động từ đó trong câu. Nhìn chung, thì có thể chia làm ba dạng theo diễn biến thời gian đó là: Quá khứ, hiện tại và tương lai. Các hình thức động từ khác nhau để chỉ về sự khác biệt về thời gian tuy nhiên thì và thời gian không đồng nhất. Thời gian được chia thành quá khứ, hiện tại và tương lai trong khi đó thì tượng trưng cho một hoặc nhiều hình thức của động từ được dùng để diễn tả sự liên hệ về thời gian.
- Thì có thể chỉ một hành động, hoặc trạng thái diễn ra ở quá khứ, hiện tại hay tương lai.
- Thì có thể chỉ một hành động đã, đang hoặc sẽ diễn tiến trong một thời gian nhất định.
- Thì cũng có thể chỉ hành động đã, vừa mới hoặc sẽ hoàn tất.

## Trong tiếng Anh
Trong ngữ pháp tiếng Anh có ba thì cơ bản là quá khứ, hiện tại và tương lai. Trong ba dạng này tiếp tục được chia nhỏ tổng cộng thành 12 thì cơ bản với các dạng hoàn thành và tiếp diễn. Mặt khác có thể chia thì thành 3 dạng cơ bản là các thì đơn (Simple Tenses), các thì tiếp diễn hay diễn tiến (Continuous Tenses) và các thì hoàn thành (Perfect Tenses). Riêng điều kiện cách (Conditional) không được kể là thì vì nó được thiết lập tùy theo tình huống hiện thực hay không hiện thực.
Trong đó các thì đơn giản nói lên một dữ kiện hoặc hành động đơn thuần diễn ra ở hiện tại, quá khứ, tương lai mà không thêm sự xác định nào cả, các thì đơn giản thay đổi cách chia đối với từng thì. Các thì tiếp diễn nói về một hành động hoặc tình huống diễn ra tại một thời điểm mà chúng ta đề cập (quá khứ, hiện tại, tương lai) và chưa hoàn tất. Các thì hoàn thành dùng để chỉ một hành động hoặc tình huống diễn ra trước một hành động khác (ở hiện tại, quá khứ, tương lai) hoặc hoàn tất trước một thời điểm xác định tức diễn tả ý nghĩa "cho đến bây giờ" hoặc "cho đến lúc đó".

### Thì hiện tại đơn
Thì hiện tại đơn hay thì hiện tại đơn giản (Simple Present) dùng để diễn đạt một hành động mang tính thường xuyên (regular action), theo thói quen (habitual action) hoặc hành động lặp đi lặp lại có tính quy luật. Nó cũng được sử dụng để diễn tả một chân lý hay một sự thật hiển nhiên. Ngoài ra nó còn dùng để diễn tả năng lực của con người, diễn tả một kế hoạch sắp xếp trước trong tương lai hoặc thời khoá biểu, các chương trình ấn định đặc biệt dùng với các động từ di chuyển, vận động. Thì hiện tại đơn nói về các sự việc một cách tổng quát chứ không phải chỉ nghĩ duy nhất đến hiện tại, sự việc không nhất thiết phải xảy ra ở hiện tại.
Thì hiện tại đơn trong tiếng Anh thường nhận biết trong câu thông qua một số phó từ (trạng từ) đi kèm như các phó từ chỉ thời gian như: today, present day, now a days,... và với các phó từ chỉ tần suất (trạng từ năng diễn) như: always, usually, often, generally, frequently, sometimes, every (+ thời gian)...
Thì hiện tại đơn thường không dùng để diễn đạt hành động đang xảy ra ở thời điểm hiện tại (now), ngoại trừ với các động từ thể hiện trạng thái (stative verb) như sau: have, know, believe, hear, see, smell, wish, understand, hate, love, like, want, sound, need, appear, seem, taste, own,...
Công thức:
Với động từ to be
(+) S + am/is/are + N/O
(-) S + am/is/are + not + N/O
(?) Am/is/are + S + N/O ?
(?) Wh- + am/is/are (not) + S + N/O
Với động từ thường
(+) S + V(s/es)
(-) S + do/does + not + V-nguyên thể
(?) Do/does + S + V-nguyên thể ?
(?) Wh- + do/does (not) + S + V?

### Thì hiện tại tiếp diễn
Thì hiện tại tiếp diễn (Present Continuous hay Present Progressive) dùng để diễn tả một hành động xảy ra vào thời điểm hiện tại, đang diễn ra và kéo dài dài một thời gian ở hiện tại. Thời điểm này được xác định cụ thể bằng một số phó từ như: now, right now, at the moment, at present,…. Thì này cũng thường tiếp theo sau câu đề nghị, mệnh lệnh. Thì này còn diễn tả một hành động xảy ra lặp đi lặp lại dùng với phó từ always và còn được dùng để diễn tả một hành động sắp xảy ra (ở tương lai gần) đặc biệt là trong văn nói.
Các động từ trạng thái (stative verb) sau không được chia ở thể tiếp diễn (bất cứ thời nào) khi chúng là những động từ tĩnh diễn đạt trạng thái cảm giác của hoạt động tinh thần hoặc tính chất của sự vật, sự việc. Nhưng khi chúng quay sang hướng động từ hành động thì chúng lại được phép dùng ở thể tiếp diễn như: know, believe, hear, see, smell, wish, understand, hate, love, like, want, sound, have, need, appear, seem, taste, own.

Công thức:
(+) S + am/is/are + V-ing
(-) S + am/is/are + not + V-ing
(?) Am/is/are + S + V-ing?
(?) Wh- + am/is/are (not) + S + V-ing?

### Thì hiện tại hoàn thành
Thì hiện tại hoàn thành (Present Perfect) dùng để diễn đạt một hành động xảy ra ở một thời điểm không xác định trong quá khứ. Chỉ một hành động xảy ra nhiều lần trong quá khứ. Đồng thời diễn tả một hành động bắt đầu diễn ra trong quá khứ và vẫn còn xảy ra ở hiện tại hay tiếp tục kéo dài đến hiện tại. Nó cũng diễn tả hành động đã xảy ra hoặc chưa bao giờ xảy ra ở một thời gian không xác định trong quá khứ. Thì hiện tại hoàn thành cũng diễn tả sự lập đi lập lại của một hành động trong quá khứ.
Thì hiện tại hoàn thành thường dược dùng với một số cụm từ chỉ thời gian như: Dùng với now that... (giờ đây khi mà...), một số phó từ như still now, until now, so far (cho đến giờ). Dùng với recently, lately (gần đây) hay dùng với before đứng ở cuối câu. Một số từ để nhận biết: already, not...yet, just, ever, never, recently, before... Thì hiện tại hoàn thành cũng được dùng với since (kể từ) và for (khoảng).
Công thức:
(+) S + have/has + V-ed/PP (Past participle)
(-) S + have/has + not + V-ed/PP
(?) Have/has + S + V-ed/PP ?
How long + S + have/has + V-ed/PP ?

### Thì hiện tại hoàn thành tiếp diễn
Thì hiện tại hoàn thành tiếp diễn (Present Perfect Continuous) dùng để chỉ về hành động vẫn tiếp diễn ở hiện tại, có khả năng lan tới tương lai do đó không có kết quả rõ rệt. Thì này nhấn mạnh khoảng thời gian của một hành động đã xảy ra trong quá khứ và tiếp tục tới hiện tại (có thể tới tương lai).
Từ nhận biết thì này gồm: all day, all week, since, for, for a long time, almost every day this week, recently, lately, in the past week, in recent years, up until now, and so far, "at the moment".

Công thức:
(+) S + have/has + been + V-ing
(-) S + have/has + not + been + V-ing
(?) Have/has + S + been + V-ing ?
Wh- + have/has + S + been + V-ing?

### Thì quá khứ đơn
Thì quá khứ đơn hay thì quá khứ đơn giản (Simple Past) dùng để diễn đạt một hành động đã xảy ra dứt điểm tại một thời gian xác định trong quá khứ (không còn diễn ra hoặc ảnh hưởng tới hiện tại), hành động này đã xảy ra và kết thúc trong quá khứ. Thời điểm trong câu được xác định một cách rõ rệt bằng một số các phó từ chỉ thời gian như: yesterday, yesterday morning, last week, last month, last year, last night.
Công thức:
Với động từ to be
(+) S + was/were + N/O
(-) S + was/were + not + N/O
(?) Was/were + S + N/O ?
Wh- + was/were (not) + S + N/O?
Với động từ thường
(+) S + V-ed/cột 2
(-) S + did + not + V-nguyên thể
(?) Did + S + V-nguyên thể ?
Wh- + did (not) + S + V-nguyên thể?

### Thì quá khứ tiếp diễn
Thì quá khứ tiếp diễn (Past Continuous hay Past Progressive) dùng để diễn tả hai hành động xảy ra cùng lúc trong quá khứ. Nhưng hành động thứ nhất đã xảy ra sớm hơn và đã đang tiếp tục xảy ra thì hành động thứ hai xảy ra. Nó mô tả một hành động đang xảy ra trong quá khứ thì bị một hành động khác "chen ngang" (khi đang... thì bỗng...). Trong trường hợp này hành động nào bắt đầu trước và đang diễn ra thì dùng tiếp diễn, còn hành động chen ngang thì dùng quá khứ đơn. Và đôi khi nó còn dùng để miêu tả Một hành động đang xảy ra tại một thời điểm xác định trong quá khứ. Nếu không dùng kèm với các thành ngữ chỉ thời gian (a time expression) thì nó chỉ sự phát triển dần dần.
Từ nhận biết: While (trong khi), While + thì quá khứ tiếp diễn (past progressive).
- Công thức thường

(+) S + was/were + V-ing
(-) S + was/were + not + V-ing
(?) Was/were + S + V-ing ?
Wh- + was/were (not) + S + V-ing?
- Công thức đặc biệt

Công thức 1: 
S1 + was/were + V-ing when S2 + V-ed/P2

Công thức 2: 
S1 + was/were + V-ing while S2 + was/were + V-ing

### Thì quá khứ hoàn thành
Thì quá khứ hoàn thành (Past Perfect) hay còn gọi là quá khứ kép được dùng để diễn tả một hành động đã xảy ra và kết thúc trong quá khứ trước một hành động khác cũng xảy ra và kết thúc trong quá khứ. Hay diễn tả một hành động xảy ra trước một hành động khác trong quá khứ (trong câu thường có ít nhất 2 hành động) hay là để diễn tả Một trạng thái đã tồn tại một thời gian trong quá khứ nhưng đã chấm dứt trước hiện tại và không có liên hệ gì với hiện tại.
Thì quá khứ hoàn thành thường được dùng với 3 phó từ chỉ thời gian là: after, before và when. Từ nhận biết gồm: after, before, as soon as, by the time, when, already, just, since, for....

Công thức: 
(+) S + had + V-ed/Pp
(-) S + had + not + V-ed/pp
(?)Had + S + V-ed/Pp ?
Wh- + had (not) + S + V-ed/Pp?

### Thì quá khứ hoàn thành tiếp diễn
Thì quá khứ hoàn thành tiếp diễn (Past Perfect Continuous) thường dùng để nhấn mạnh khoảng thời gian của một hành động đã đang xảy ra trong quá khứ và kết thúc trước một hành động khác xảy ra và cũng kết thúc trong quá khứ, nhưng nó còn để lại các chỉ dấu, thì này thường chỉ dùng khi nào cần diễn đạt tính chính xác của hành động.
Từ nhận biết: until then, by the time, prior to that time, before, after.

Công thức: 
(+) S + had + been + V-ing
(-) S + had + not + been + V-ing
(?) Had + S + been + V-ing ?
Wh- + had (not) + S + been + V-ing?

### Thì tương lai đơn
Thì tương lai đơn (Simple Future) dùng để diễn tả một hành động sẽ xảy ra trong tương lai nhưng không xác định rõ thời gian hoặc dùng khi đoán (predict, guess),một dự định trong tương lai.
Thường dùng với một số phó từ chỉ thời gian như tomorrow, next (+ thời gian), in the future, in future, from now on...
Công thức: 
(+) S + will/shall + bare infinitive (động từ nguyên mẫu không "to")
(-) S + will/shall + not + V-nguyên thể
(?) Will/shall + S + V-nguyên thể ?
Wh- + will/shall (not) + S + V-nguyên thể?
Ngày nay ngữ pháp hiện đại, đặc biệt là ngữ pháp tiếng Anh Mĩ chấp nhận việc dùng will cho tất cả các ngôi, còn shall chỉ dùng với các ngôi I, we trong một số trường hợp như sau:
- Đưa ra đề nghị một cách lịch sự
- Dùng để mời người khác một cách lịch sự
- Dùng để ngã giá trong khi mặc cả, mua bán
- Thường được dùng với một văn bản mang tính pháp quy buộc các bên phải thi hành điều khoản trong văn bản

Trong tiếng Anh bình dân, người ta thay shall bằng từ must ở và dùng để diễn đạt một hành động sẽ xảy ra ở một thời điểm nhất định trong tương lai nhưng không xác định cụ thể.

### Thì tương lai gần
Thì tương lai gần (Near Future) dùng để nói về một kế hoạch, dự định trong tương lai.

Công thức: 
(+) S + am/is/are + going to + V-nguyên thể
(-) S + am/is/are + not + going to + V-nguyên thể
(?) Am/is/are + S + going to + V-nguyên thể ?
Wh- + am/is/are (not) + S + going to + V-nguyên thể?

### Thì tương lai tiếp diễn
Thì tương lai tiếp diễn (Future Continuous) dùng để diễn tả một hành động sẽ xảy ra ở một thời điểm nhất định nào đó trong tương lai.
Từ nhận biết: in the future, next year, next week, next time, soon.

Công thức: 
(+) S + shall/will + be + V-ing
(-) S + shall/will + not + be + V-ing
(?) Will/shall + S + be + V-ing ?
Wh- + shall/will (not) + S + be + V-ing?

Hoặc (Tương lai gần tiếp diễn): 
(+) S + am/is/are + going to + be + V-ing
(-) S + am/is/are + not + going to + be + V-ing
(?) Am/is/are + S + going to + be + V-ing ?

### Thì tương lai hoàn thành
Thì tương lai hoàn thành (Future Perfect) dùng để diễn tả một hành động trong tương lai sẽ kết thúc trước một hành động khác trong tương lai. Hoặc dùng để chỉ hành động sẽ hoàn tất trước một thời điểm trong tương lai.
Từ nhận biết: by the time và prior to the time (có nghĩa là before)

Công thức: 
(+) S + will/shall + have + V-ed/Pp
(-) S + will/shall + not + have + V-ed/Pp
(?) Will/shall + S + have + V-ed/Pp ?
Wh- + will/shall + S + have + V-ed/Pp?

### Thì tương lai hoàn thành tiếp diễn
Thì tương lai hoàn thành tiếp diễn (Future Perfect Continuous) dùng để nhấn mạnh khoảng thời gian của một hành động sẽ đang xảy ra trong tương lai và sẽ kết thúc trước một hành động khác trong tương lai.

Công thức: 
(+) S + will/shall + have been + V-ing
(-) S + will/shall + not + have been + V-ing
(?) Will/shall + S + have been + V-ing ?
Wh- + will/shall + S + have been + V-ing?

## Trong tiếng Việt
Nhìn chung, động từ trong tiếng Việt là nguyên mẫu và không thay đổi hay bị chia theo các thì, chủ yếu thì của câu phụ thuộc vào ngữ cảnh của câu, sự liên hệ hoàn cảnh,...